# Norrahammars församling
Norrahammars församling är en församling inom Södra Vätterbygdens kontrakt i Växjö stift inom Svenska kyrkan och ligger i Jönköpings kommun. Församlingen utgör ett eget pastorat.
Församlingskyrkor är Sandseryds kyrka och Norrahammars kyrka (låg före 1943 i Barnarps församling).

## Administrativ historik
Församlingen har medeltida ursprung med namnet Sandseryds församling. År 1943 namnändrades församlingen till sitt nuvarande namn. 
Församlingen har under hela sin tid utgjort ett eget pastorat. År 1943 övergick en mindre del av Barnarps församling till denna.

## Areal
Norrahammars församling omfattade den 1 november 1975 (enligt indelningen 1 januari 1976) en areal av 48,5 kvadratkilometer, varav 48,1 kvadratkilometer land.

## Organister
| Verksam   | Namn                    | Levnadstid | Övrigt    |
| --------- | ----------------------- | ---------- | --------- |
| 1930–1964 | Carl Ture Ivan Carlsson | 1904–1981  | Organist. |

## Kyrkvillan
Kyrkvillan ligger idag på Barrsätragatan 30 i Hovslätt. Den delades mellan Ljungarums församling och Norrhammars församling.
- I kyrkvillan finns en mekanisk orgel byggd 1983 av J. Künkels Orgelverkstad.

| Manual            | Pedal      | Koppel   |  |
| Gedackt 8’        | Subbas 16’ | Man/Ped. |  |
| Principal 4’      |            |          |  |
| Träflöjt 4’       |            |          |  |
| Gemshorn 2'       |            |          |  |
| Svegel 1 1⁄3’     |            |          |  |
| Crescendosvällare |            |          |  |